# Бороая (комуна)
Бороая (рум. Boroaia) — комуна у повіті Сучава в Румунії. До складу комуни входять такі села (дані про населення за 2002 рік):
- Берешть (941 особа)
- Бороая (1869 осіб)
- Джулешть (604 особи)
- Мойша (747 осіб)
- Секуца (596 осіб)

Комуна розташована на відстані 324 км на північ від Бухареста, 34 км на південь від Сучави, 96 км на захід від Ясс.

## Населення
За даними перепису населення 2002 року у комуні проживали 4757 осіб.
Національний склад населення комуни:
| Національність | Кількість осіб | Відсоток |
| -------------- | -------------- | -------- |
| румуни         | 4755           | > 99,9%  |
| угорці         | 2              | < 0,1%   |

Рідною мовою назвали:
| Мова      | Кількість осіб | Відсоток |
| --------- | -------------- | -------- |
| румунська | 4755           | > 99,9%  |
| угорська  | 2              | < 0,1%   |

Склад населення комуни за віросповіданням:
| Релігія        | Кількість осіб | Відсоток |
| -------------- | -------------- | -------- |
| православні    | 4565           | 96,0%    |
| старообрядці   | 37             | 0,8%     |
| п'ятдесятники  | 21             | 0,4%     |
| римо-католики  | 1              | < 0,1%   |
| реформати      | 1              | < 0,1%   |
| греко-католики | 1              | < 0,1%   |